# Sveriges kart- och mätningstekniska förening
Sveriges kart- och mätningstekniska förening (SKMF) är en ideell förening med intresse inom ämnesområdet geoinformatik.
Föreningen SKMF bildades 1953 i Norrköping i samband med en träff initierad av mätningsteknikerna vid stadsingenjörskontoret i Norrköping. Det dåvarande namnet var Sveriges Kommunala Mätningsteknikers Förening. 
Föreningen är sedan slutet av 1980-talet öppen för alla som har intresse kring frågeställningar som berör geografisk- och fastighetsinformation även om tyngdpunkten fortfarande är mot geodesi och mätningsteknik. Föreningen slogs ihop med Kartteknisk Intresseförening (KIF) under 2008. 
Antalet medlemmar är cirka 1500. Traditionellt har rekryteringsbasen för föreningen varit mätningsingenjörer men idag är medlemsbasen mycket bred, från studenter till yrkeserfarna medlemmar hemmahörande i privat, statlig eller kommunal verksamhet. Traditionellt har föreningen varit mansdominerad då mätningstekniker och ingenjörer framförallt har varit män men mer fokus på GIS och geografisk informationshantering, GIT, har jämnat ut könsfördelningen.
Föreningens medlemstidning heter SINUS och har gjort så sedan 1955. Tidningen kommer ut 4 gånger per år och innehåller en blandning av artiklar och annonser.
Föreningen anordnar varje år MätKart som är föreningens utbildningsdagar. Av tradition brukar den genomföras under maj månad. MätKart lockar idag normalt 200-250 personer beroende på ort och inriktning. Utbildningsdagarna innehåller framförallt tre viktiga komponenter: föreläsningar, utställning och kvällsarrangemang.